# La voce del sangue (miniserie televisiva)
La voce del sangue è una miniserie televisiva italiana diretta da Alessandro Di Robilant e andata in onda in prima visione su Rai 1 nel giugno 2001.

## Trama
Michele Zei è un ragazzo felice fino a quando non scopre di essere stato adottato. Parte allora per un lungo e difficile viaggio alla ricerca dei suoi veri genitori in Aspromonte, scoprendo che suo padre é un boss della 'Ndrangheta ricercato.